# The Living Years (singolo)
The Living Years è una canzone del gruppo inglese Mike + The Mechanics, scritta da Mike Rutherford e B.A. Robertson e pubblicata come secondo singolo dell'album omonimo nel 1988. Raggiunse la prima posizione nella statunitense Billboard Hot 100, in Canada, Australia ed Irlanda, nonché il secondo posto nella classifica britannica.
Vinse nel 1990 l'Ivor Novello Award per la miglior canzone e fu candidata a quattro Grammy Award.

## Descrizione
Il testo parla di un conflitto irrisolto tra un uomo e suo padre ormai deceduto e, più in generale, dello scontro fra generazioni. I versi vennero scritti a più riprese: Robertson iniziò prima che suo padre morisse, nel 1986, stesso anno in cui morì anche il padre di Rutherford.

## Tracce
1. The Living Years – 5:32
2. Too Many Friends – 4:20

## Formazione

### Mike + The Mechanics
- Mike Rutherford: Voce, chitarra elettrica e basso
- Paul Carrack: Voce principale
- Paul Young: Voce
- Adrian Lee: Tastiera
- Peter Van Hooke: Batteria

### Altri musicisti
- Sal Gallina: Tastiera
- B.A. Robertson: Tastiera
- Alan Murphy: Chitarra
- Martin Ditcham: Percussioni
- Luís Jardim: Percussioni
- Cristopher Neil: Voce
- Alan Carvell: Voce
- King's House School Choir: Voce
- Michael Stuckey: Direttore del coro

## Classifiche
| Classifica (1989)                | Posizione massima |
| -------------------------------- | ----------------- |
| Australia                        | 1                 |
| Austria                          | 18                |
| Belgio (Fiandre)                 | 25                |
| Canada                           | 1                 |
| Germania                         | 13                |
| Irlanda                          | 1                 |
| Norvegia                         | 10                |
| Nuova Zelanda                    | 11                |
| Paesi Bassi                      | 20                |
| Regno Unito                      | 2                 |
| Stati Uniti                      | 1                 |
| Stati Uniti (adult contemporary) | 1                 |
| Stati Uniti (mainstream rock)    | 5                 |
| Svezia                           | 18                |

## Cover
Esistono numerose versioni alternative della canzone, sia strumentali sia vocali, ad esempio di Engelbert Humperdinck, di James Last, dell’Orchestra Sinfonica di Londra e del complesso italiano dei Dik Dik.